# فک رهن
فک رهن  در فقه و حقوق ایران عبارت است از خروج مال مورد رهن از حالت وثیقه. فک رهن به طرق زیر اعمال می‌شود:

1. پرداخت دین از طرف راهن[۱]
2. صرف نظر کردن مرتهن[۲] از مال مرهونه
3. ابراء دین از طرف مرتهن